# Château de Bonneval
Pour les articles homonymes, voir Château de Bonneval (homonymie).
Le château de Bonneval est un château datant de la fin XIIIe ou début XIVe siècle, situé à Coussac-Bonneval dans la Haute-Vienne.
Il est relativement célèbre pour appartenir à la même famille depuis sa construction ( soit près de 30 générations), et avoir appartenu à la famille de  Claude-Alexandre de Bonneval (1675-1747) bien que celui-ci n'en fut jamais propriétaire et qui devint pacha après sa défection et son passage au service de l'Empire ottoman.

## Histoire
Une forteresse existait depuis au moins 930, attestée par une pierre portant cette date et incrustée dans la maçonnerie de la tour d'entrée. 
Le château dans son état actuel date du XIVe siècle, probablement construit par Jean Ier, seigneur de Bonneval.
Catherine de Foix-Grailly, fille de Mathieu comte de Comminges, se marie en 1471 avec Antoine de Bonneval, d'où la suite des seigneurs de Chef-Boutonne.
Il a subi des remaniements aux XIIIe et XIXe siècles, dont la façade sud-ouest entre les deux tours d'angle qui date de 1780. 
Le château subit une restauration en 1771-72 sous la direction de l'architecte Broussaud, puis une autre en 1900, dans la cour Renaissance.
Le château est partiellement inscrit au titre des monuments historiques par arrêté du 24 août 1960.